# Dactylispa scherei
Dactylispa scherei là một loài bọ cánh cứng trong họ Chrysomelidae. Loài này được Würmli miêu tả khoa học năm 1976.